# Константін Шопп
Константін Шопп (нім. Konstantin Schopp, нар. 30 грудня 2005, Зальцбург, Австрія) — австрійський футболіст, захисник німецького клубу «Майнц 05».

## Ігрова кар'єра

### Клубна
Константін Шопп є вихованцем клубної академії австрійського «Штурма». У 2023 році захисник був переведений до резервного складу «Штурма», де провів повний сезон.
Перед сезоном 2024/25 Шоппа було переведено до головної команди клубу, де він провів одну гру і допоміг команді виграти чемпіонский титул. Також 22 жовтня 2024 року Шопп вийшов на заміну в кінці матчу Ліги чемпіонів проти португальського «Спортінга».
В липні 2025 року Шопп як вільний агент перейшов до німецького клубу «Майнц 05», з яким підписав контракт до 2029 року.

### Збірна
21 березня 2025 року Шопп провів дебютну гру в складі молодіжної збірної Австрії.

## Титули
Штурм
 Чемпіон Австрії: 2024/25

## Особисте життя
Константін є сином Маркуса Шоппа — колишнього гравця національної збірної Австрії.